# نبرد حمض
نبرد حمض (عربی:معرکة حمض) نبردی بین سلطان‌نشین نجد و شیخ‌نشین کویت بود. در این نبرد ۲۰۰۰ جنگجوی گروه اخوان در برابر ۱۰۰ سواره نظام کویتی که توسط ۲۰۰ پیاده‌نظام کویتی همراهی می‌شدند صف‌آرایی کردند. این نبرد شش روز به طول انجامید و تلفات سنگینی برای هر دو طرف به جا گذاشت.